# Prínia dels monts Rubeho
La prínia dels monts Rubeho (Scepomycter rubehoensis) és una espècie d'ocell passeriforme que pertany a la família Cisticolidae endèmica de Tanzània.

## Taxonomia
Va ser descoberta el 2009 i classificada en el gènere Scepomycter, que fins aleshores era monotípic.

## Distribució i hàbitat
Es troba únicament als boscos de les muntanyes de Rubeho–Ukaguru a Tanzània.